# Palais Mai
Palais Mai ist ein deutsches Architekturbüro, das 2005 von Patrick von Ridder, Ina-Maria Schmidbauer und Peter Scheller in München gegründet wurde. Es wird seit 2020 von von Ridder und Scheller geführt. 

## Partner
Patrick von Ridder (* 1969 in München) absolvierte von 1989 bis 1992 eine Schreinerlehre und studierte im Anschluss Architektur bis 1999 an der TU München. Nach dem Diplom arbeitete er bei Wollmann & Mang in München und lehrte als Korrekturassistent bei Hermann Kaufmann an der TU München (2007). 2009 folgte die Berufung in den BDA.
Peter Scheller (* 1968 in Wasserburg am Inn) absolvierte von 1989 bis 1991 eine Zimmermannslehre und studierte von 1992 bis 1999 Architektur an der TU München. Nach dem Diplom arbeitete er bis 2005 bei Fink+Jocher in München und war 2002 Gründungsmitglied von PAM. Scheller lehrte als wissenschaftlicher Mitarbeiter bei Peter Ebner an der TU München (2007–2009), als Korrekturassistent bei Bruno Krucker und Stephen Bates an der TU München (2010–2012), als Gastdozent zusammen mit Katharina Leuschner bei Thomas Jocher an der Universität Stuttgart (2016–2017), Gastdozent bei Vanessa Carlow an der TU Braunschweig (2017), als Gastprofessor bei Mark Michaeli an der TU München (2017), als Vertretungsprofessor an der TU München (2018) und als Vertretungsprofessor an der BTU Cottbus (2020, 2022). Peter Scheller wurde 2009 in den BDA berufem und 2013 in den Deutschen Werkbund aufgenommen.
Ina-Maria Schmidbauer (* 1967 in München) studierte von 1990 bis 1996 Architektur an der Fachhochschule München und machte zwischen 1997 und 2000 ein postgraduiertes Architekturstudium an der Kunsthochschule Berlin-Weißensee. Sie arbeitete zwischen 2002 und 2003 bei Herzog & de Meuron in Basel und zwischen 2003 und 2004 bei Fink+Jocher in München. Ina-Maria Schmidbauer lehrte als wissenschaftliche Assistentin und Korrekturassistentin bei Sophie Wolfrum an der TU München, als Lehrbeauftragte bei Karin Schmid und Johannes Kappler an der Hochschule München und als Vertretungsprofessorin an der Hochschule München (2013–2014). Schmidbauer gründete 2021 IMS Studio.

## Bauwerke
Eine Auswahl von Palais Mais Bauten wurden fotografisch von Sebastian Schels und Markus Lanz dokumentiert.
- 2006: Haus L., Wasserburg am Inn
- 2010: Haus V., München
- 2006, 2009, 202?: Montessorischule, Kaufering
- 2009: Pfadfinderhaus St. Georg, Ottobrunn
- 2012: Städtebaulicher Rahmenplan Paul-Gerhard-Allee, München[2]
- 2014: Montessorischule, Eichstätt
- 2016: Wohnbebauung Braystraße, Au-Haidhausen mit Landschaftsarchitekten grabner huber lipp
- 2018: Wohnbebauung Memmingerstraße, Kempten mit Landschaftsarchitekten grabner huber lipp
- 2019: Wohnbebauung Theresienstraße, München mit Bauingenieuren Sailer Stepan und Partner und Landschaftsarchitekten grabner + huber
- 2020: Stadthaus am Bauhausplatz, München mit Landschaftsarchitekten grabner huber lipp
- 2020: Wohnbebauung Zaubzerstraße, München[3]
- 2022: Wohnbebauung Funkenwiese, Kempten
- 2024: Wohnbebauung WA18 Freiham, München

## Auszeichnungen und Preise
- 2009: Engere Wahl – Architekturpreis Zukunft Wohnen
- 2011: Engere Wahl – Häuser des Jahres für Haus V., München
- 2011: Förderpreis für Architektur der Landeshauptstadt München
- 2013: BDA Preis Bayern für Pfadfinderhaus St. Georg, Ottobrunn[4]
- 2016: Preis für Stadtbildpflege der Stadt München
- 2017: Anerkennung – Deutscher Ziegelpreis für Wohnbebauung Braystraße, Au-Haidhausen
- 2017: Silber – Fritz-Höger-Preis für Backstein-Architektur für Wohnbebauung Braystraße, Au-Haidhausen[5]
- 2018: Ehrenpreis für guten Wohnungsbau der Stadt München für Wohnbebauung Braystraße, Au-Haidhausen
- 2019: Anerkennung – Landeswettbewerb 2019 für den Wohnungsbau in Bayern[6] für Wohnbebauung Braystraße, Au-Haidhausen
- 2019: Auszeichnung – Preis für Qualität im Wohnungsbau 2019 für Wohnbebauung Theresienstraße, München
- 2019: Ehrung – Preis für Qualität im Wohnungsbau 2019 für Wohnbebauung Braystraße, Au-Haidhausen
- 2021: Longlist – DAM Preis für Wohnbebauung Theresienstraße, München[7]
- 2023: Ehrenpreis für guten Wohnungsbau der Stadt München für Wohnbebauung Zaubzerstraße, München[8]

## Ehemalige Mitarbeiter
- Benedikt Hartl
- Sebastian Multerer

## Vorträge
- 2007: Akademie der Bildenden Künste München
- 2008: Universität Stuttgart
- 2011: TU München
- 2012: Freie Akademie der Künste in Hamburg, Hochschule Coburg, University of California
- 2013: Hochschule München
- 2014: Kunstverein Ingolstadt
- 2016: Universität Stuttgart
- 2018: TU München, TU Kaiserslautern, Kunsthochschule Kassel, Hochschule Karlsruhe

## Ausstellungen
- 2009: Bauhaus-Universität Weimar
- 2010: Architekturgalerie München
- 2011: Lothringer13, Maximiliansforum[9], Architekturgalerie München
- 2014: Kunstverein Ingolstadt